# Salsomaggiore Terme
Salsomaggiore Terme (Sèls in dialetto salsese o Sälsmagiór in dialetto parmigiano) è un comune italiano di 20 598 abitanti della provincia di Parma in Emilia-Romagna. Famosa stazione termale tra le più importanti d'Italia, è rinomata per le sue acque salsobromoiodiche, già note ai Romani e ai Celti, ma le cui proprietà curative furono scoperte solo nel 1839 dal medico Lorenzo Berzieri. La salinità delle acque (150 g/l) è pari a circa quattro volte l'acqua di mare attuale. L'abitato sorge fra le colline dell'Appennino parmense alla confluenza dei torrenti Citronia e Ghiara.

## Storia
In questo luogo già dalla fine del 1200 esisteva un pozzo scavato a mano profondo 60 metri e con un diametro di 1,80 da cui le acque salate sotterranee venivano portate in superficie mediante secchi e una grande ruota azionata prima da due cavalli, poi dalla metà del '600 da cinque ergastolani, in modo da poterne ricavare il sale mediante evaporazione. Di questo fa una dettagliata descrizione Pietro De Lama, funzionario del Duca di Parma Ferdinando, in una lettera che nel 1799 invia al barone De Mohl, direttore delle saline di Salisburgo. Successivamente nel 1811 per decreto napoleonico gli ergastolani vengono sostituiti con operai stipendiati e il "pozzo della ruota" resta in funzione fino al 1897 quando viene definitivamente chiuso. La storia dello sviluppo termale di Salsomaggiore è poi legata, fra le altre, alla figura di Luigi Corazza. Questi, nato a Parma il 16 marzo 1847, si stabilì nella cittadina emiliana dove avviò la perforazione e la costruzione del primo acquedotto d'acqua dolce locale, chiamato "Re dei Ruscelli", originaria fonte per l'industria termale e alberghiera della zona. Nel 1888 Corazza costruì, su progetto dell'ingegnere Alberto Corradi, la tranvia a vapore per Borgo San Donnino.

Gonfalone

### Onorificenze
Salsomaggiore Terme è tra le città decorate al valor militare per la guerra di liberazione, insignita della medaglia di bronzo al valor militare per i sacrifici delle sue popolazioni e per l'attività nella lotta partigiana durante la seconda guerra mondiale:

## Monumenti e luoghi d'interesse

### Architetture religiose

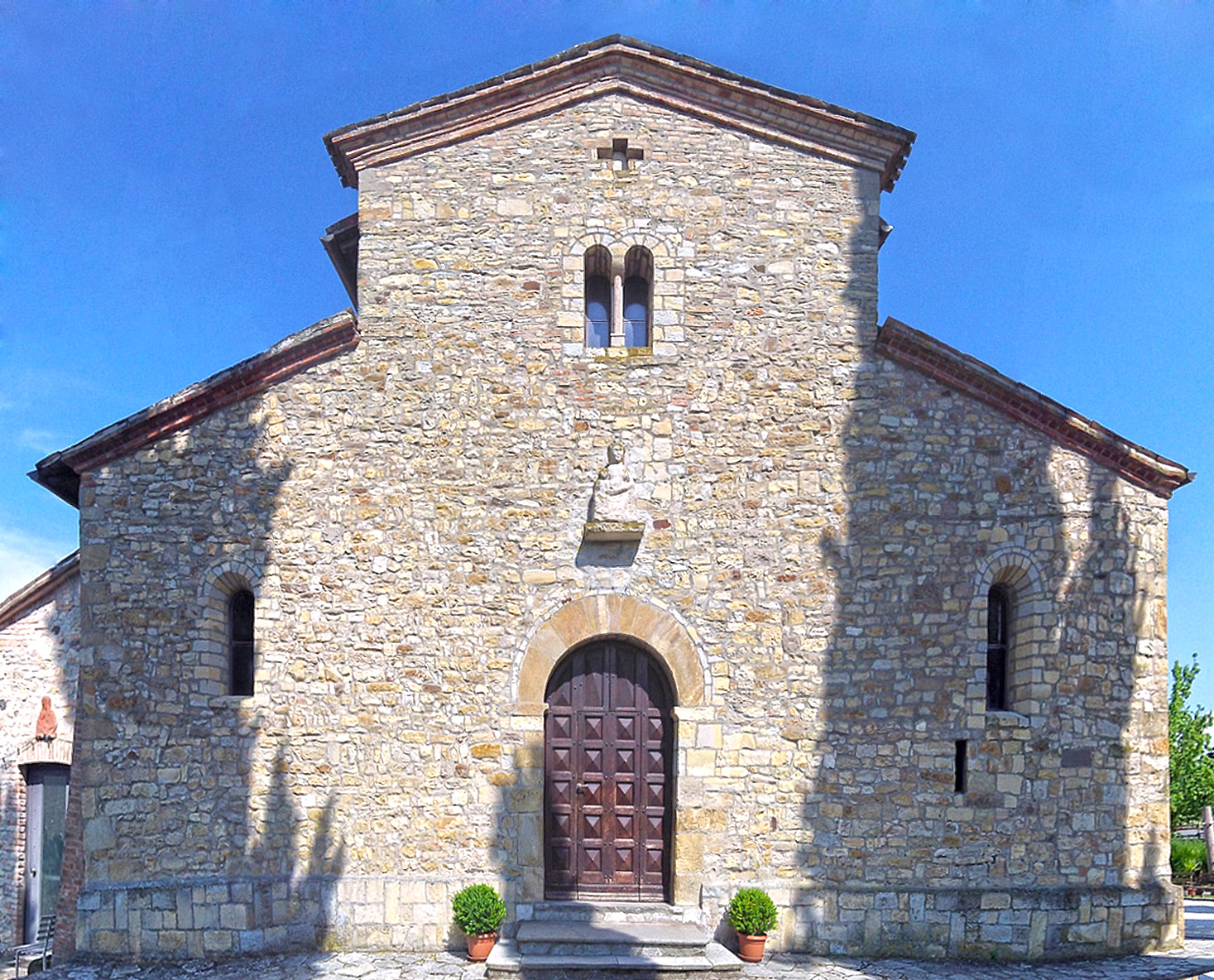
Pieve di Contignaco

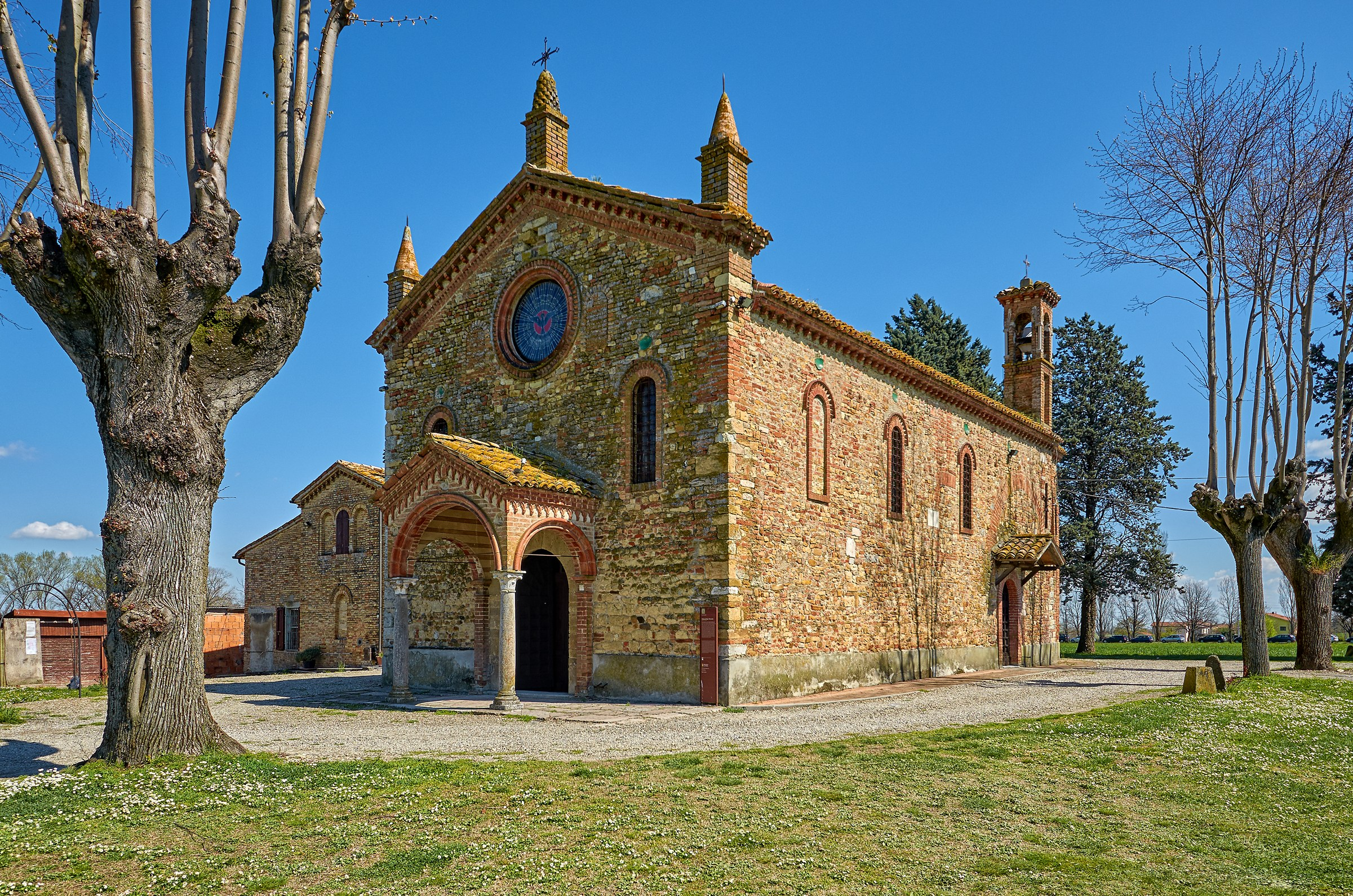
Pieve di San Nicomede

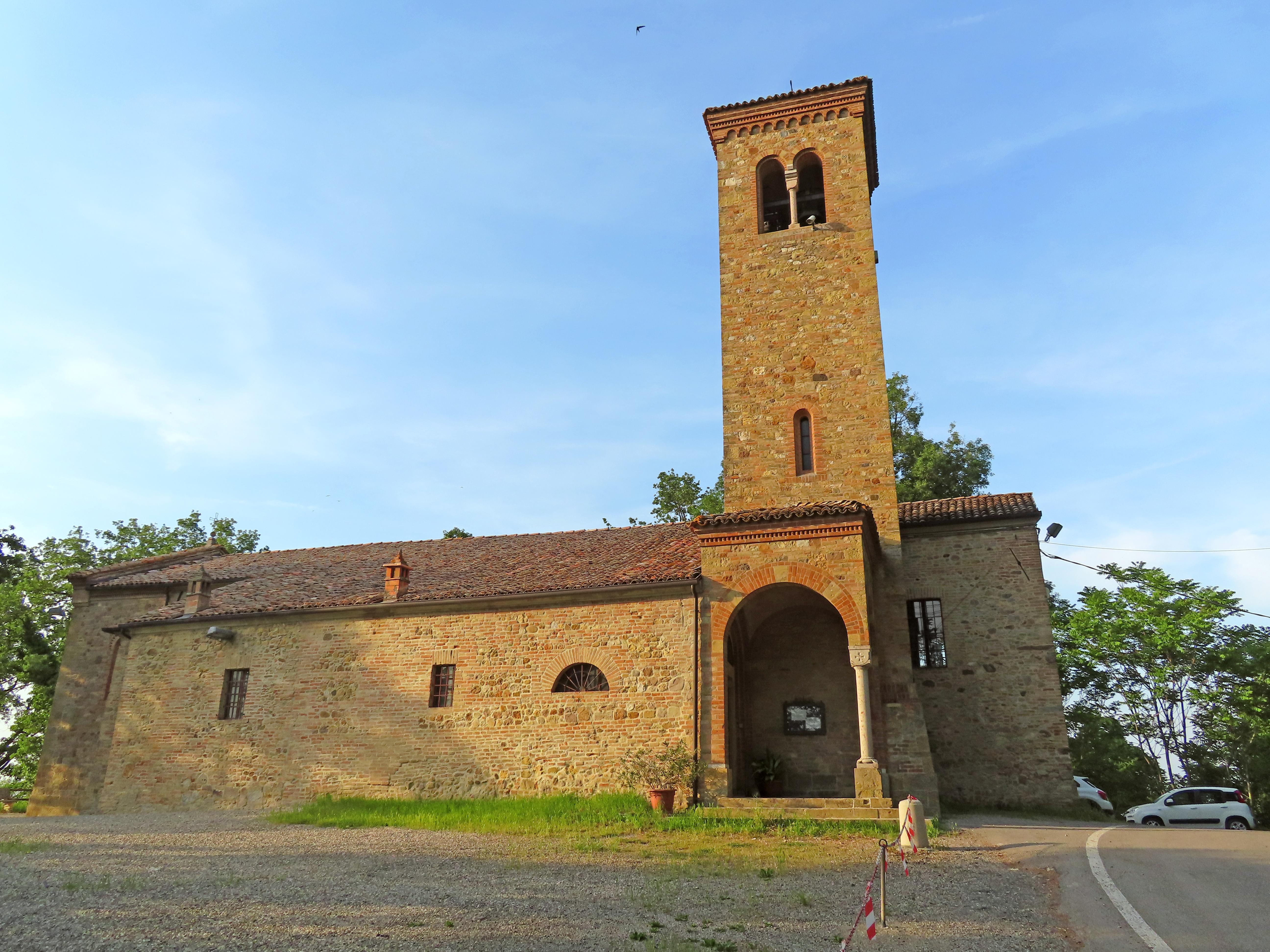
Chiesa dei Santi Gervasio e Protasio a Tabiano Castello

- Pieve di Contignaco. Chiesa dalle forme romaniche edificata probabilmente nel XII secolo, fu trasformata verso la fine del XVIII secolo con l'aggiunta di decorazioni barocche; interamente restaurata nelle forme originarie romaniche a partire dal 1954, conserva al suo interno tracce degli antichi affreschi medievali e rinascimentali, tra cui una pregevole Santa Lucia del 1517.[14]
- Pieve di San Nicomede. Antichissima chiesa edificata nell'880 per custodire le reliquie di san Nicomede, fu ampliata e modificata in stile romanico nel XIII e nel XIV secolo; nel 1909 fu infine innalzata la facciata neogotica con protiro; la cripta, originaria del IX secolo, è sostenuta da quattro colonne, di cui metà romane e le altre longobarde, e conserva l'antichissimo pozzo marmoreo preesistente, le cui acque erano considerate taumaturgiche già in epoca remota.[15]
- Chiesa di San Vitale. Grande luogo di culto edificato in stile futurista a partire dal 1934 sui resti di una precedente chiesa risalente al XVI secolo, fu progettato dall'architetto Giulio Ulisse Arata; la cripta sottostante, dedicata a santa Maria delle Grazie, risale invece al 1928; sviluppato su una pianta a croce greca, è ricoperto da un'alta cupola ottagonale del diametro di 19 m.[16]
- Chiesa di San Bartolomeo. Antica chiesa innalzata originariamente nel 1568, fu modificata nella forme barocche attuali nel XVIII secolo; conserva al suo interno alcune pregevoli tele settecentesche e due statue lignee di San Bartolomeo e San Giacomo.[17]
- Chiesa di Sant'Antonio. Luogo di culto edificato in stile neoromanico fra il 1914 ed il 1922, fu progettato dall'ingegner Giulio Bussandri; conserva al suo interno alcune tele del XVIII secolo.[18]
- Chiesa di Cristo Salvatore a Salsominore. Piccola chiesa innalzata originariamente nel V secolo, fu ricostruita più volte nella sua lunga storia, pur conservando alcune tracce del primitivo edificio riaffiorate grazie ai restauri.[19]
- Chiesa di Santa Maria Ausiliatrice a Bargone. Piccolo luogo di culto edificato in epoca medievale, fu completamente ricostruito nelle attuali forme barocche nel XVIII secolo.[20]
- Chiesa dei Santi Gervasio e Protasio a Tabiano Castello. Antica chiesa innalzata nel XVI secolo in stile romanico sui resti di una precedente cappella medievale, è stata oggetto di diversi restauri, tra cui quello del 1907 con la costruzione della facciata neoromanica. Il campanile, anch'esso neoromanico, è del 1950.[21]
- Chiesa di San Michele Arcangelo a Banzola. Antica chiesa edificata originariamente in epoca altomedievale, fu ricostruita in stile barocco verso la fine del XVII secolo; dotata di un nuovo campanile eclettico nel 1924, fu radicalmente ristrutturata tra il 1930 e il 1931 e successivamente restaurata nel 1972 e soprattutto tra il 2016 e il 2017.[22]
- Chiesa di San Vittore a San Vittore. Chiesa plebana edificata originariamente entro il XII secolo in stile romanico, crollò nel 1949 e fu sostituita dalla vicina nuova chiesa neoromanica costruita tra il 1955 e il 1957 su progetto di Giuseppe Botti.[23]

### Architetture militari

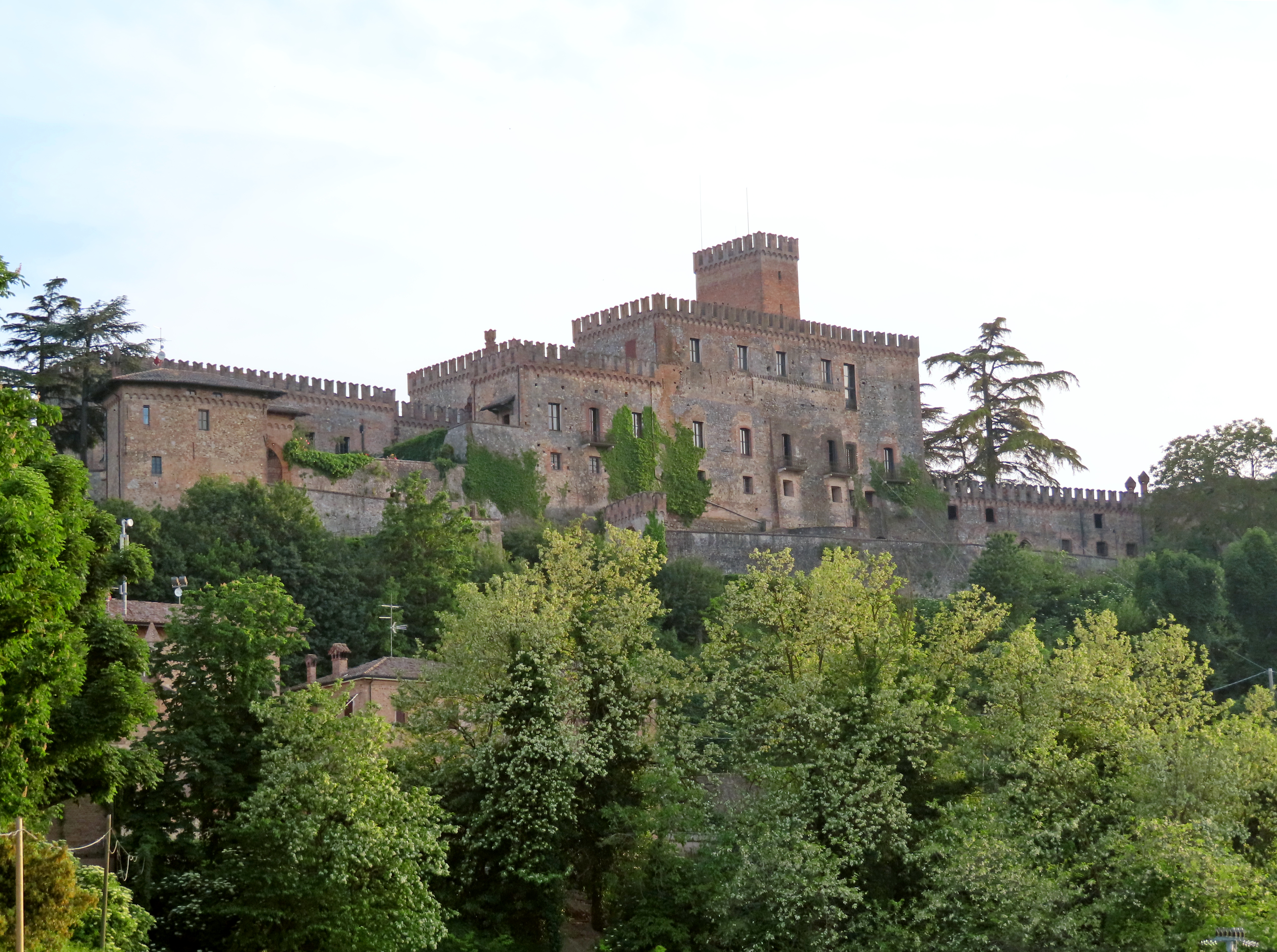
Castello di Tabiano

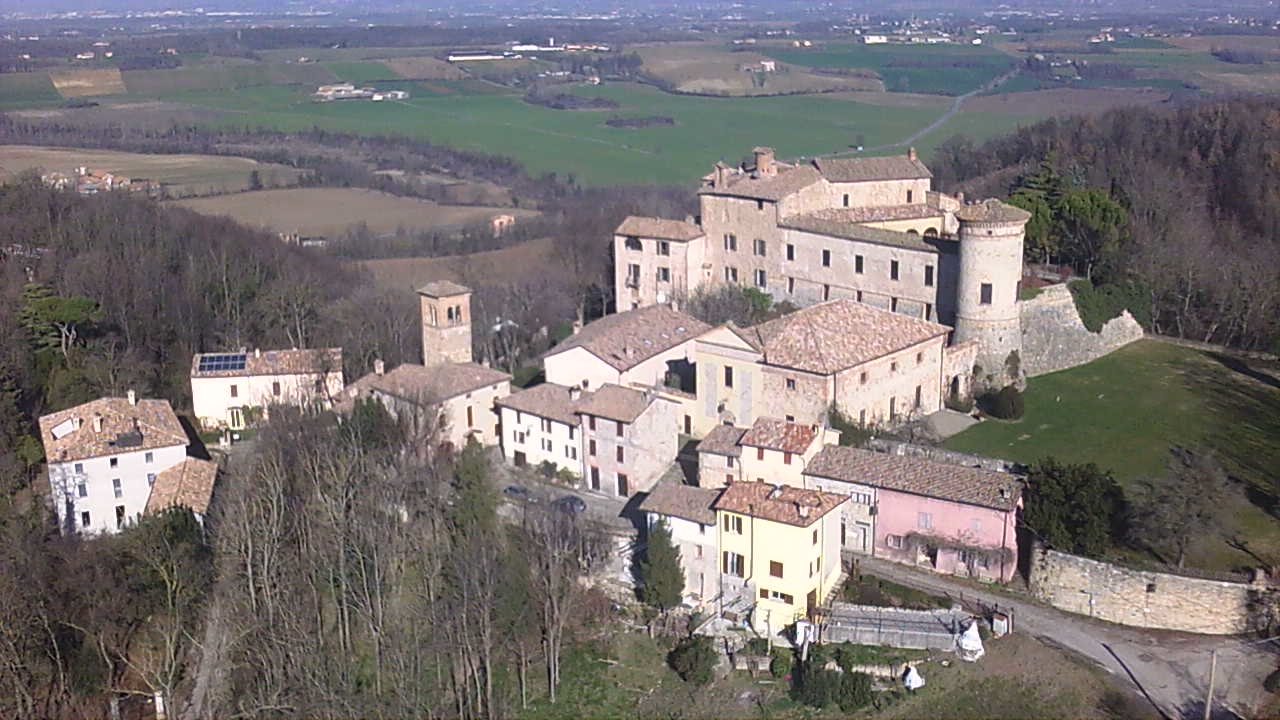
Scipione Castello

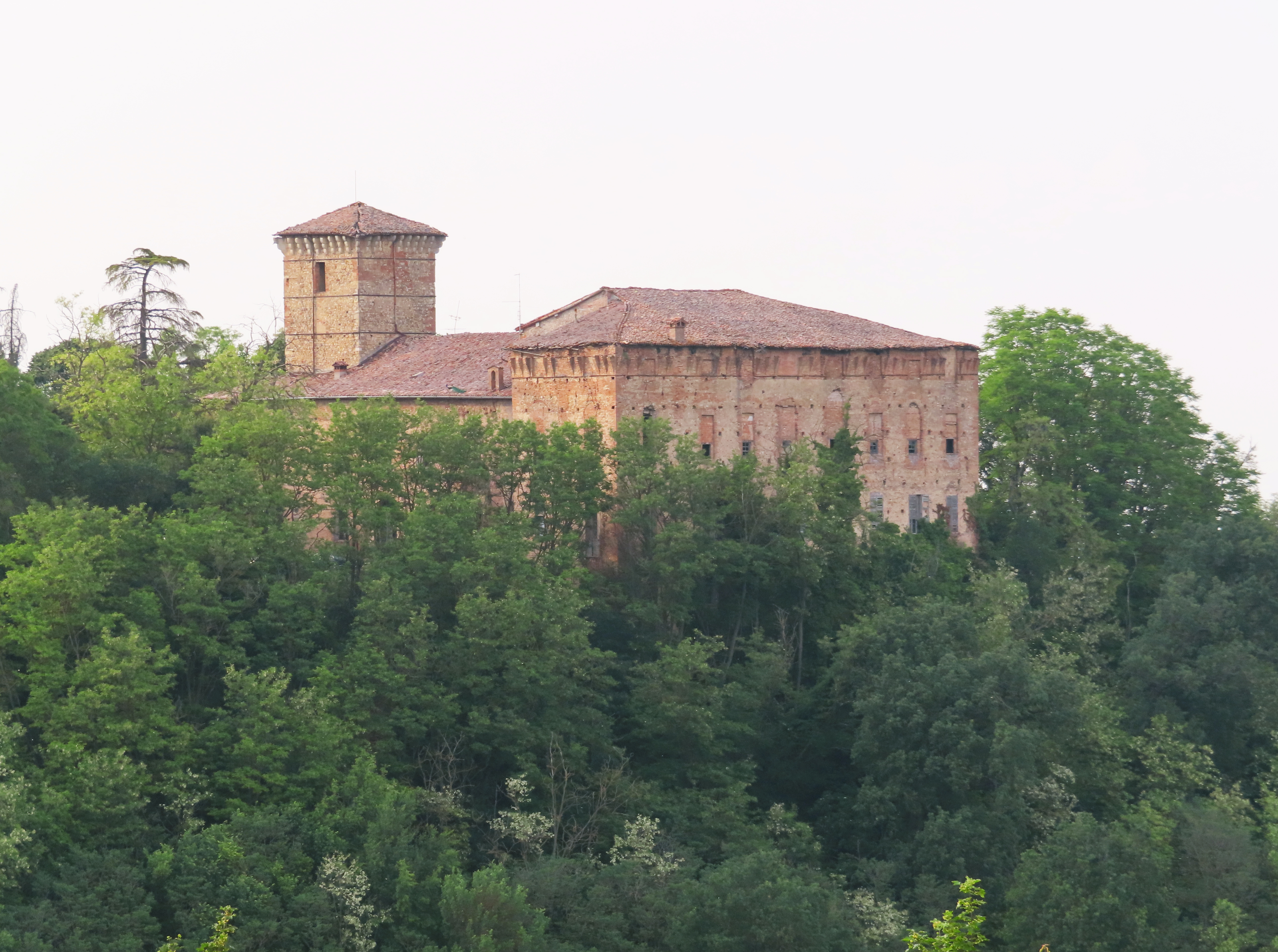
Castello di Bargone

- Castello di Tabiano. Antichissimo maniero edificato probabilmente dalla famiglia Pallavicino fra il X e l'XI secolo, sui resti dell'insediamento romano di "Tablanus", fu ricostruito nel 1153 e più volte ampliato nei secoli seguenti; appartenne alla nobile stirpe ed ai suoi discendenti quasi ininterrottamente fino al 1882, quando fu acquistato da Giacomo e Rosa Corazza, che lo trasformarono in dimora signorile; dai primi anni del XXI secolo il castello ed il borgo medievale di Tabiano Castello sono stati adibiti ad albergo diffuso con annessa azienda agricola.[24]
- Castello di Scipione. Grande castello medievale innalzato da Adalberto Pallavicino nel 1025 sui resti di una villa romana appartenuta forse al console Gneo Cornelio Scipione Calvo, fu ricostruito nel 1447 e trasformato nel XVI secolo in dimora nobiliare; appartenne ai marchesi Pallavicino ed ai loro discendenti fino alla prima guerra mondiale, quando fu donato all'Opera Nazionale Orfani di Guerra;[25] nel 1969 fu acquistato dal conte von Holstein, per la moglie Maria Luisa Pallavicino, discendente degli antichi proprietari.[26]
- Castello di Bargone. Antichissimo maniero edificato verso la fine del X secolo da parte dell'episcopato parmense, fu conteso per secoli da parmigiani e piacentini; distrutto e ricostruito in più occasioni, appartenne con alcune interruzioni alla famiglia Pallavicino dal 1360 al 1587, quando fu conquistato dai duchi di Parma, che lo alienarono nel 1650 al marchese Felice Mari di Genova; trasformato in palazzo nobiliare e decorato in più riprese dalle varie famiglie che ne divennero proprietarie nei secoli seguenti, alla fine del XIX secolo fu acquistato da Carlo Ferioli, i cui discendenti ne sono ancora in possesso.[27]
- Castello di Contignaco. Fortezza innalzata nella prima metà dell'XI secolo da Adalberto Pallavicino, nel 1315 fu conquistata dagli Aldighieri di Parma, che la mantennero fino al 1537; appartenuta in seguito agli Sforza Pallavicino, ai Terzi di Sissa, ai Ponticelli ed a varie altre famiglie, fu più volte ricostruita; trasformata in azienda agricola specializzata nella produzione di vini, oggi appartiene alle famiglie Vicini e Romanini.[28]
- Castello di Gallinella. Antico castello non più esistente edificato nell'XI secolo dai Pallavicino di fronte al castello di Contignaco, nei secoli seguenti fu conteso da varie famiglie, fino alla completa demolizione fra il XIX e il XX secolo; oggi ne rimangono solo poche modestissime tracce.[29]

### Architetture civili

#### Palazzi

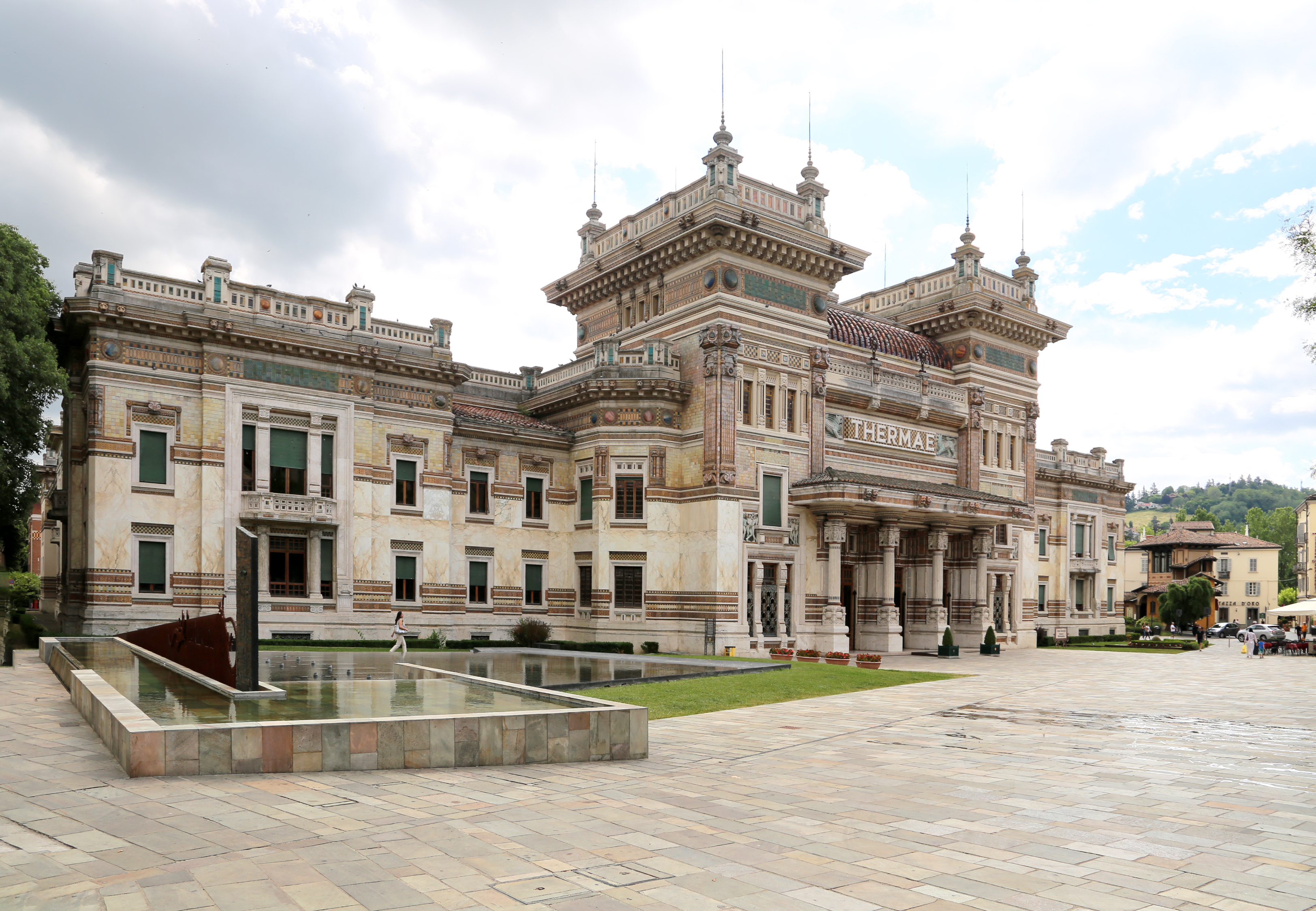
Le Terme Berzieri inaugurate nel 1923

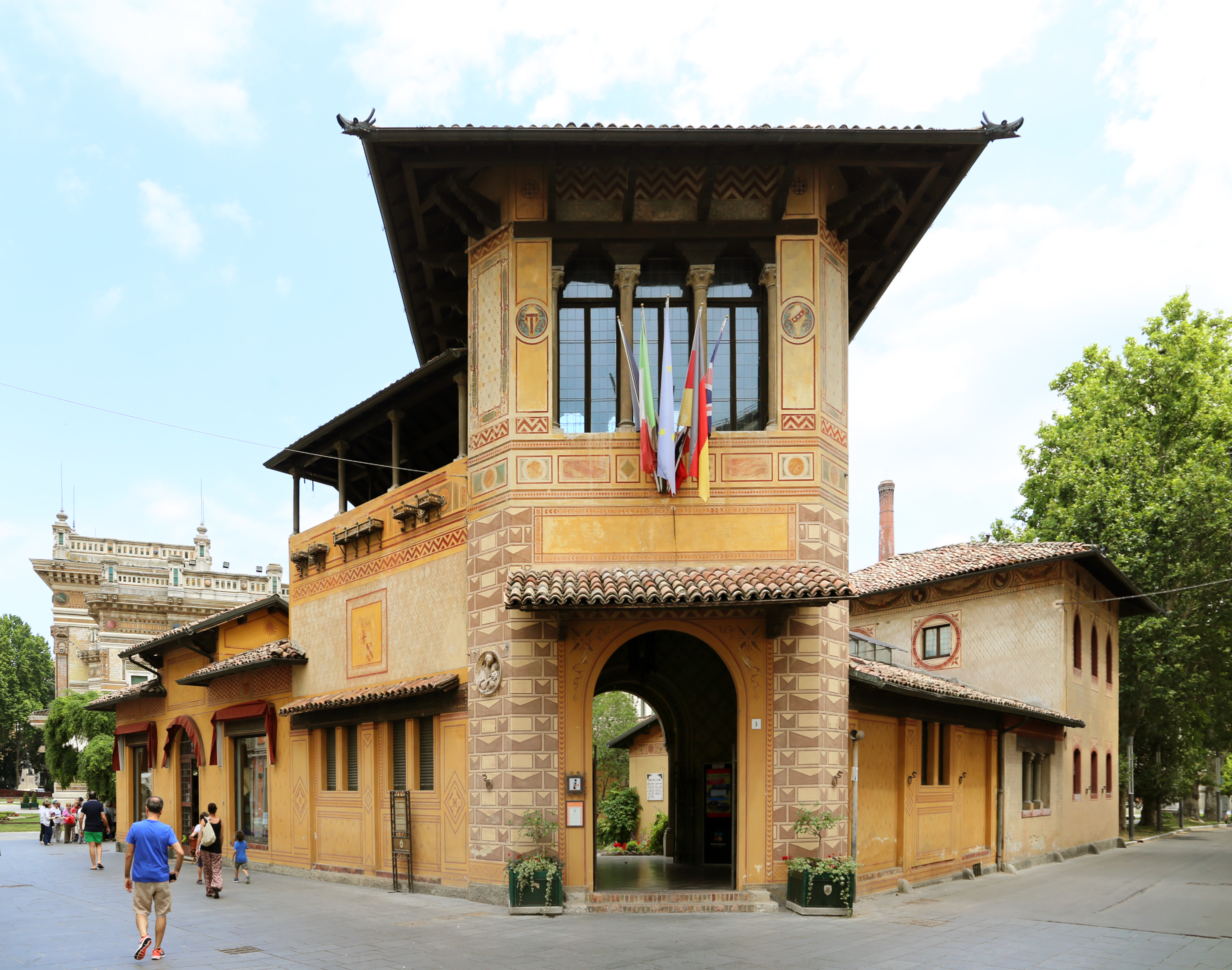
Galleria Warowland

- Terme Berzieri. Monumentale edificio termale realizzato fra il 1914 ed il 1923 su progetto degli architetti Ugo Giusti e Giulio Bernardini e dello scultore e pittore Galileo Chini, costituisce un esempio unico di Art Déco termale, caratterizzato da una straordinaria ricchezza decorativa degli esterni e degli interni, di ispirazione contemporaneamente déco, liberty ed orientale.[30]
- Grand Hôtel des Thermes, oggi Palazzo dei Congressi. Lussuoso albergo liberty edificato nel 1898 dall'architetto Luigi Broggi, fu ampliato e decorato in stile déco fra il 1924 ed il 1927 dall'architetto Ugo Giusti e dall'artista Galileo Chini; acquistato dal Comune di Salsomaggiore nel 1966, fu trasformato in Palazzo dei Congressi, grazie anche alla costruzione nel 1988 dell'Auditorium Europa sul retro dell'edificio. Di particolare pregio risultano la Taverna Rossa, il Loggiato, la Sala del Lampadario e soprattutto il Salone Moresco, che mescolano tratti moreschi e cinesi, oltre alla Sala delle Cariatidi, di impronta contemporaneamente liberty e giapponese.[31]
- Galleria Warowland. Piccola palazzina edificata in stile neomedievale lombardo nel 1914 dall'architetto Orsino Bongi, ospitò per alcuni anni la galleria d'arte antica "Warowland" del conte Ladislao Tyszkiewicz, ma nel 1919 fu alienata quale residenza privata ed in seguito espropriata dal Demanio; oggi vi hanno sede l'ufficio Informazioni Turistiche e l'Assessorato al Turismo con i relativi uffici tecnici.[32]

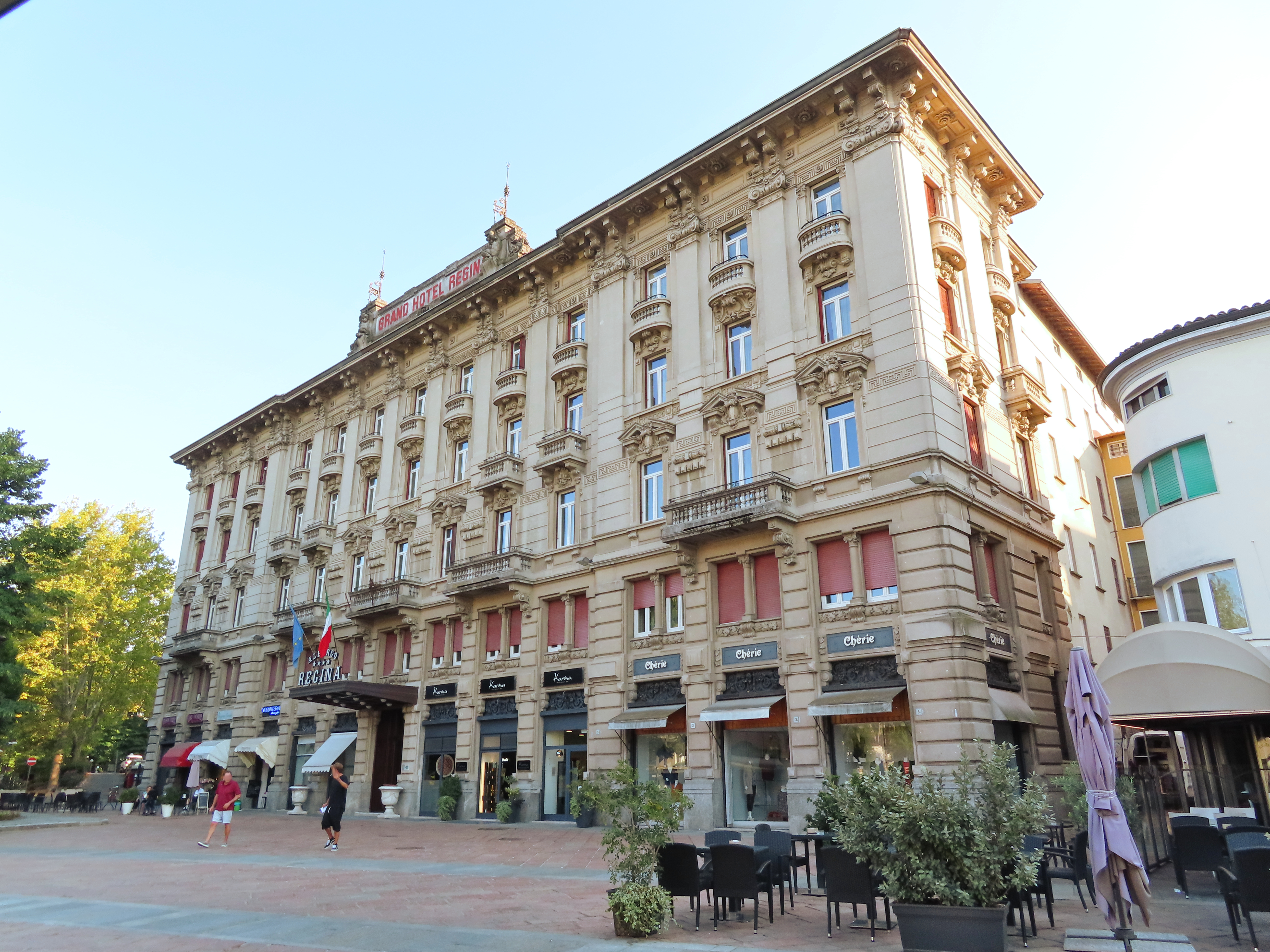
Grand Hotel Regina

- Grand Hotel Regina. Elegante albergo liberty edificato nel 1911 su progetto dell'architetto Giuseppe Boni, fu ampliato intorno al 1920 con la costruzione della palazzina sul retro che ospita la sala da pranzo; ricco di decorazioni e fregi, presenta una facciata monumentale che si innalza sul centrale largo Roma; di particolare pregio risultano i ferri battuti disegnati dall'artista Alessandro Mazzucotelli.[33]

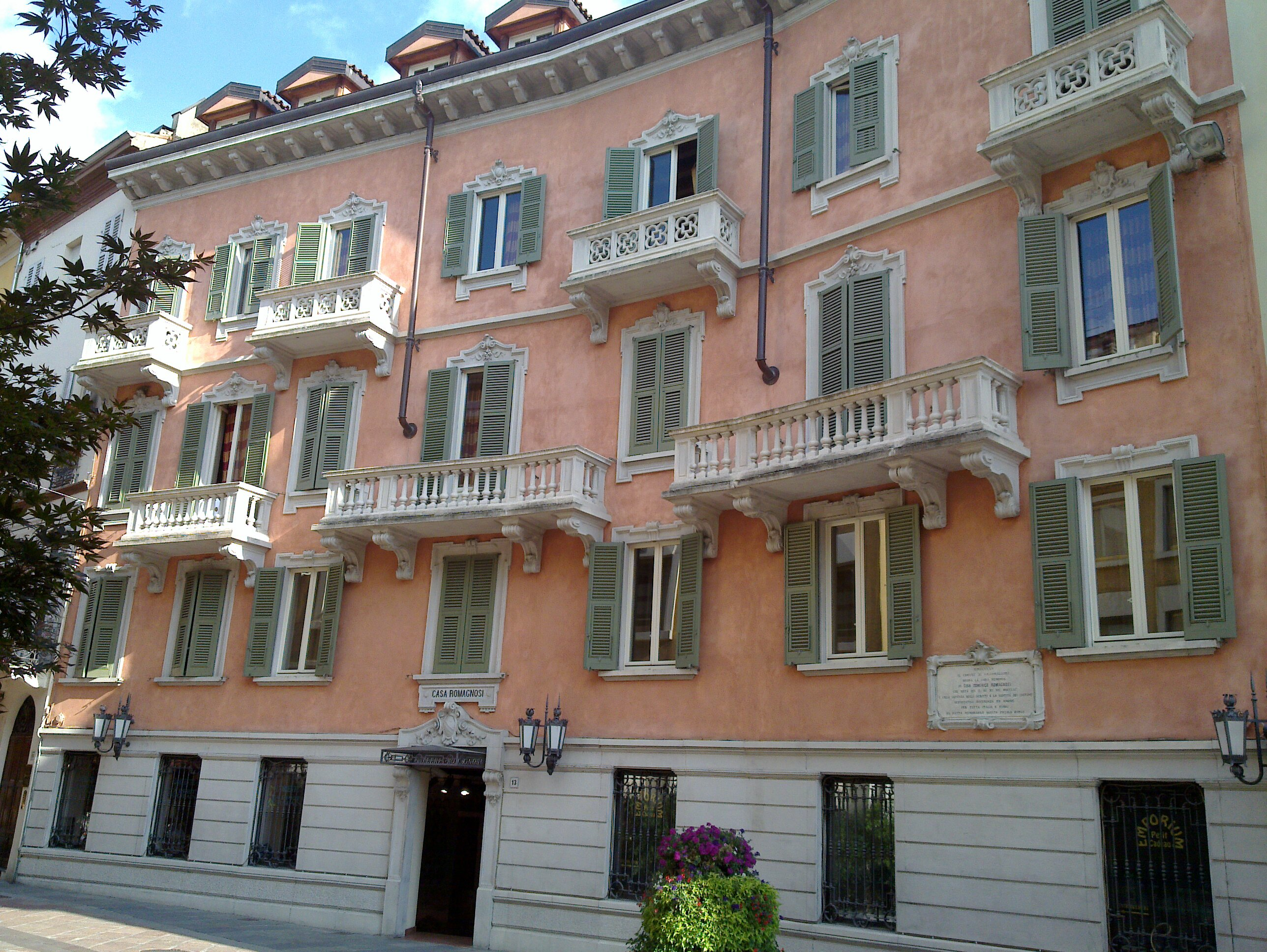
Casa natale di Giandomenico Romagnosi

- Palazzo Comunale. Municipio innalzato nella seconda metà del XIV secolo, fu completamente trasformato nelle eleganti forme attuali fra il XVIII ed il XIX secolo.[34]
- Casa Romagnosi. Palazzo edificato originariamente nel XVI secolo, fu ristrutturato in stile liberty all'inizio del XX secolo e trasformato in albergo; nel 1761 vi nacque l'insigne filosofo e giurista Gian Domenico Romagnosi.[35]
- Terme Luigi Zoja. Grande edificio termale edificato fra il 1963 ed il 1970, fu progettato dagli architetti Franco Albini e Franca Helg; sviluppato su un'articolata pianta a tre ali, è caratterizzato dall'ampia scala elicoidale interna.[36]

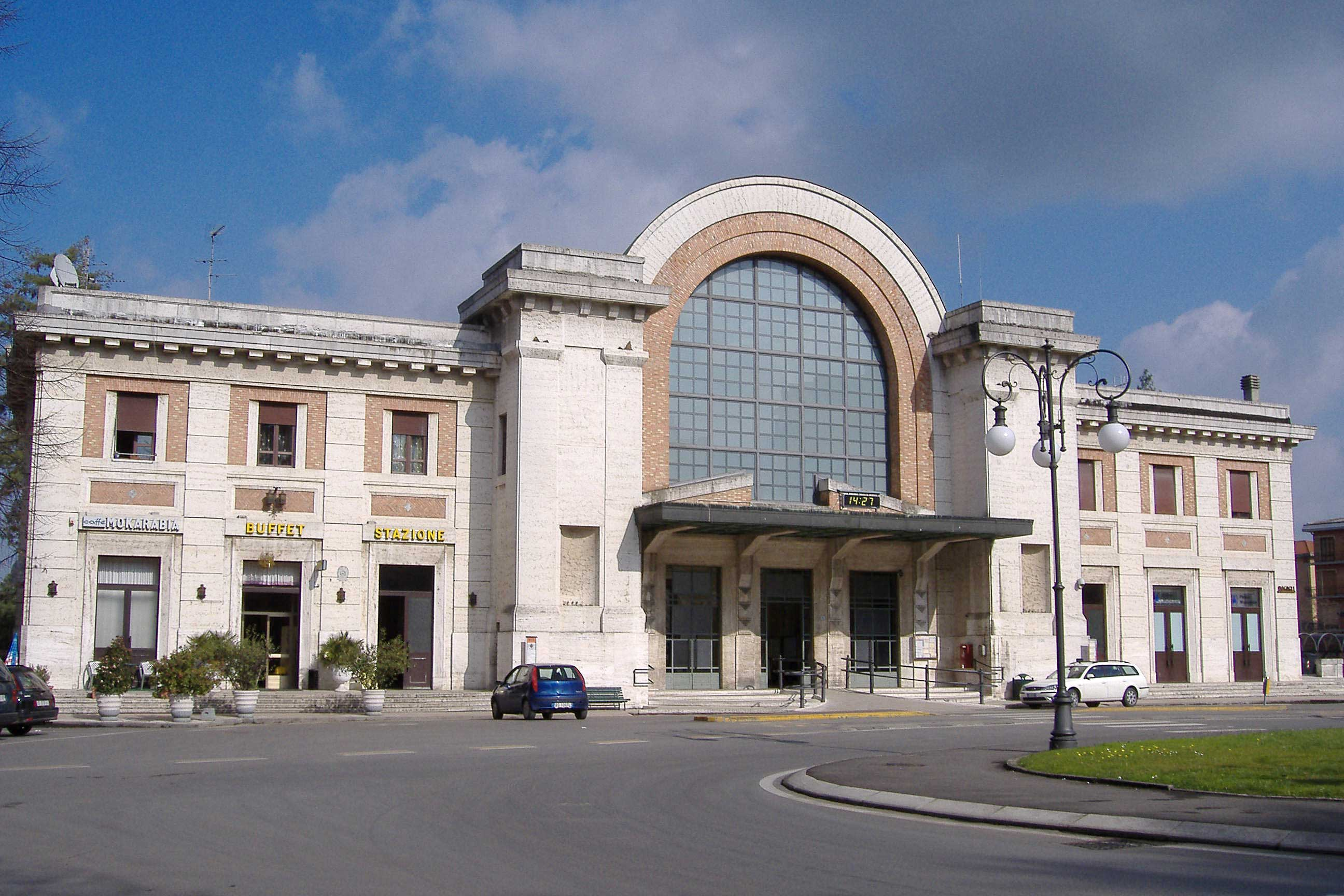
Stazione ferroviaria inaugurata nel 1937

- Poggio Diana. Complesso ricreativo innalzato fra il 1928 e il 1929 su progetto dell'architetto Mario Bacciocchi, era originariamente costituito da un ristorante in stile nordico con decorazioni interne di Galileo Chini, varie terrazze, una piscina, un campo di tiro a volo, un teatro all'aperto ed alcuni campi da tennis e di bocce; in posizione collinare, all'interno di un ampio parco, è ancora caratterizzato dalla monumentale fontana in stile neoclassico; modificato a partire dal 1960, è oggi chiuso al pubblico.[37][38]
- Stazione ferroviaria. Fermata terminale costruita in stile déco nel 1937 su progetto dell'ingegner Cervi, è caratterizzata dall'ampia volta a botte di copertura e dalle grandi vetrate ad arco, presenti sulle facciate opposte d'ingresso e lato binari.[39]

#### Monumenti

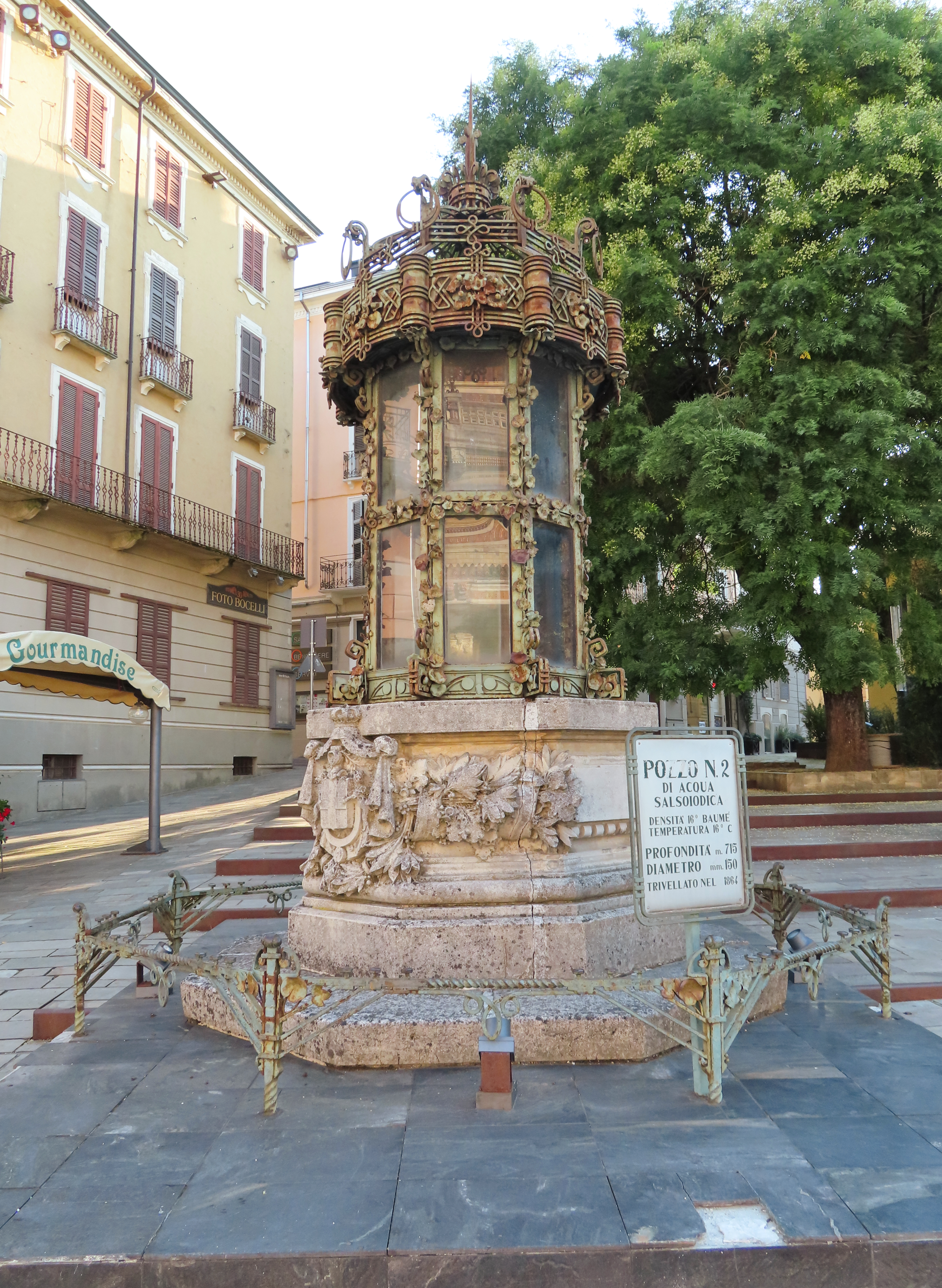
Il Pozzo Scotti

- Gabbia del pozzo Scotti. Struttura metallica innalzata in stile liberty nel 1912 per coprire un pozzo artesiano di acqua salsobromoiodica collocato di fronte alle Terme Berzieri, fu progettata dall'architetto Giuseppe Boni e creata dall'artista Alessandro Mazzucotelli; realizzata interamente in vetro e ferro battuto rappresentante figure zoomorfe fra elaborati intrecci vegetali, si sviluppa su una pianta esagonale, al di sopra di un alto basamento in cemento ricco di altorilievi.[40]
- Monumento a Gian Domenico Romagnosi. Monumento marmoreo commemorativo di Gian Domenico Romagnosi, innalzato nel 1874 al termine del viale omonimo, fu progettato da Cristoforo Marzaroli e scolpito dopo la sua scomparsa da Guglielmo Cornish; collocato di fronte all'odierno Palazzo dei Congressi, raffigura l'illustre giurista e filosofo in posizione eretta, al di sopra di un alto basamento.[41]
- Monumento al Fante. Monumento bronzeo commemorativo degli eroi della prima guerra mondiale, innalzato in stile déco nel 1920 sull'angolo nord di piazzale Berzieri, fu progettato dello scultore Alberto Bazzoni; collocato nei pressi delle Terme Berzieri, rappresenta tre soldati pronti all'assalto.[42]

### Strade e parchi

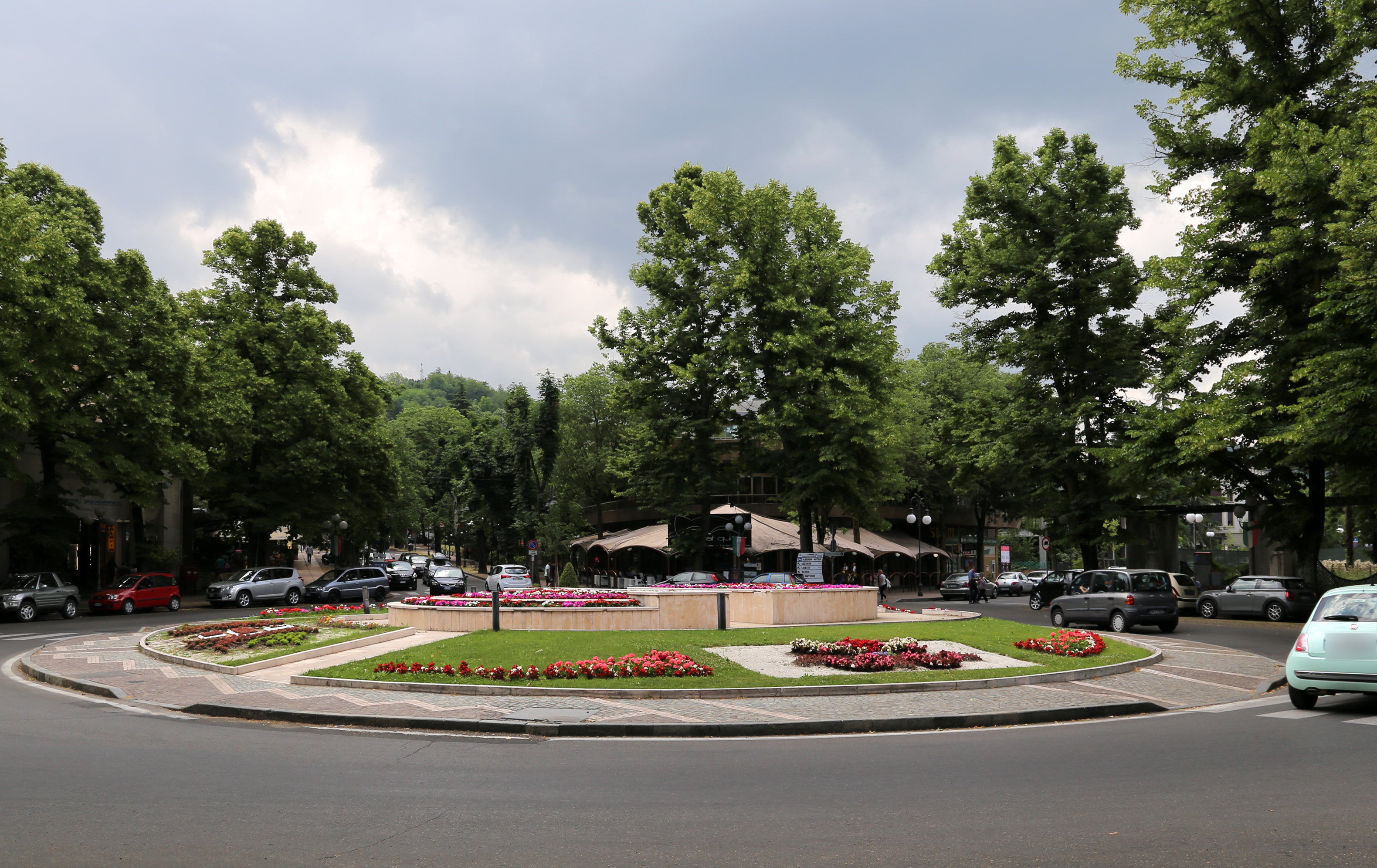
Piazza del Popolo

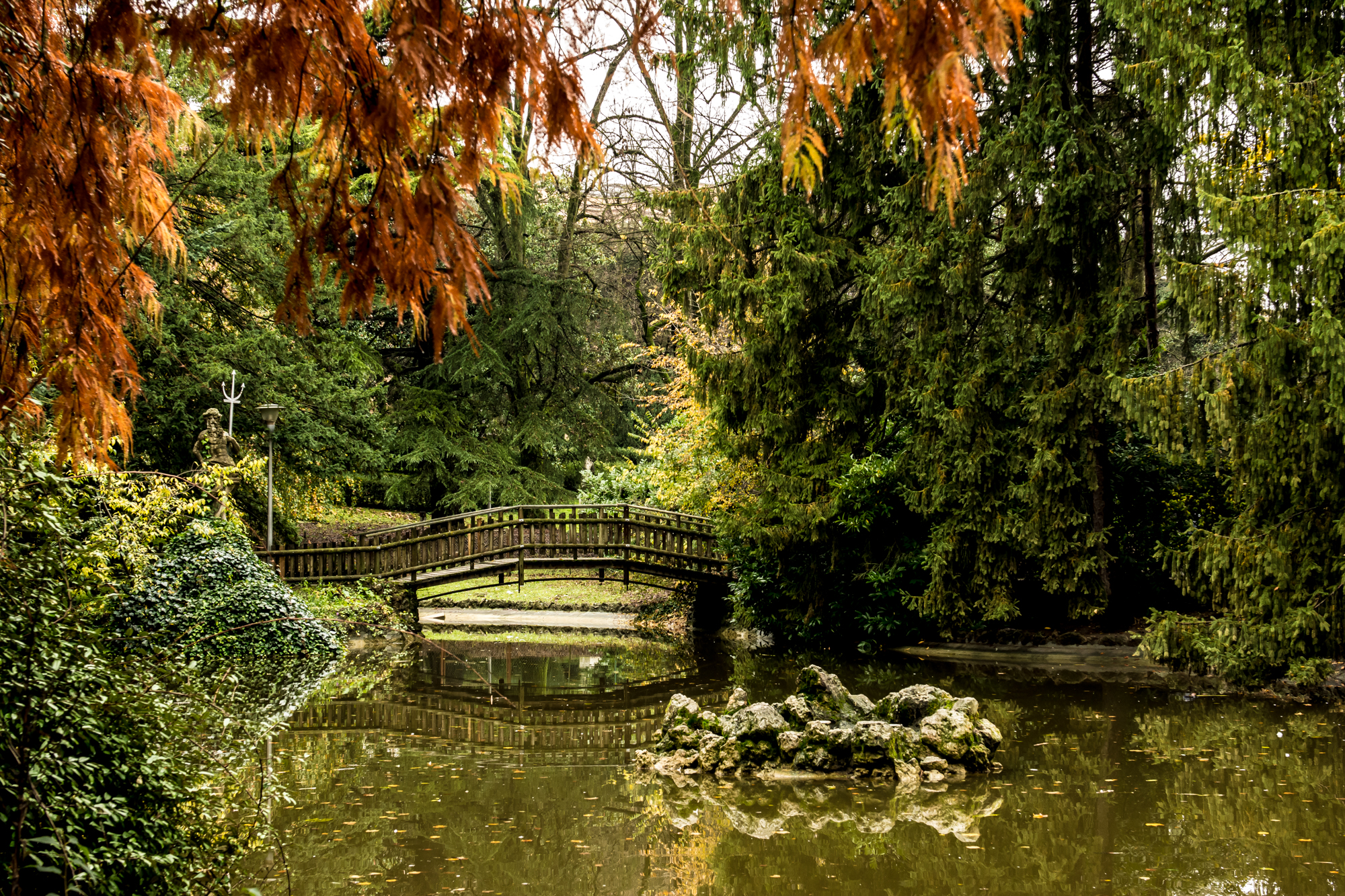
Il laghetto del parco Mazzini

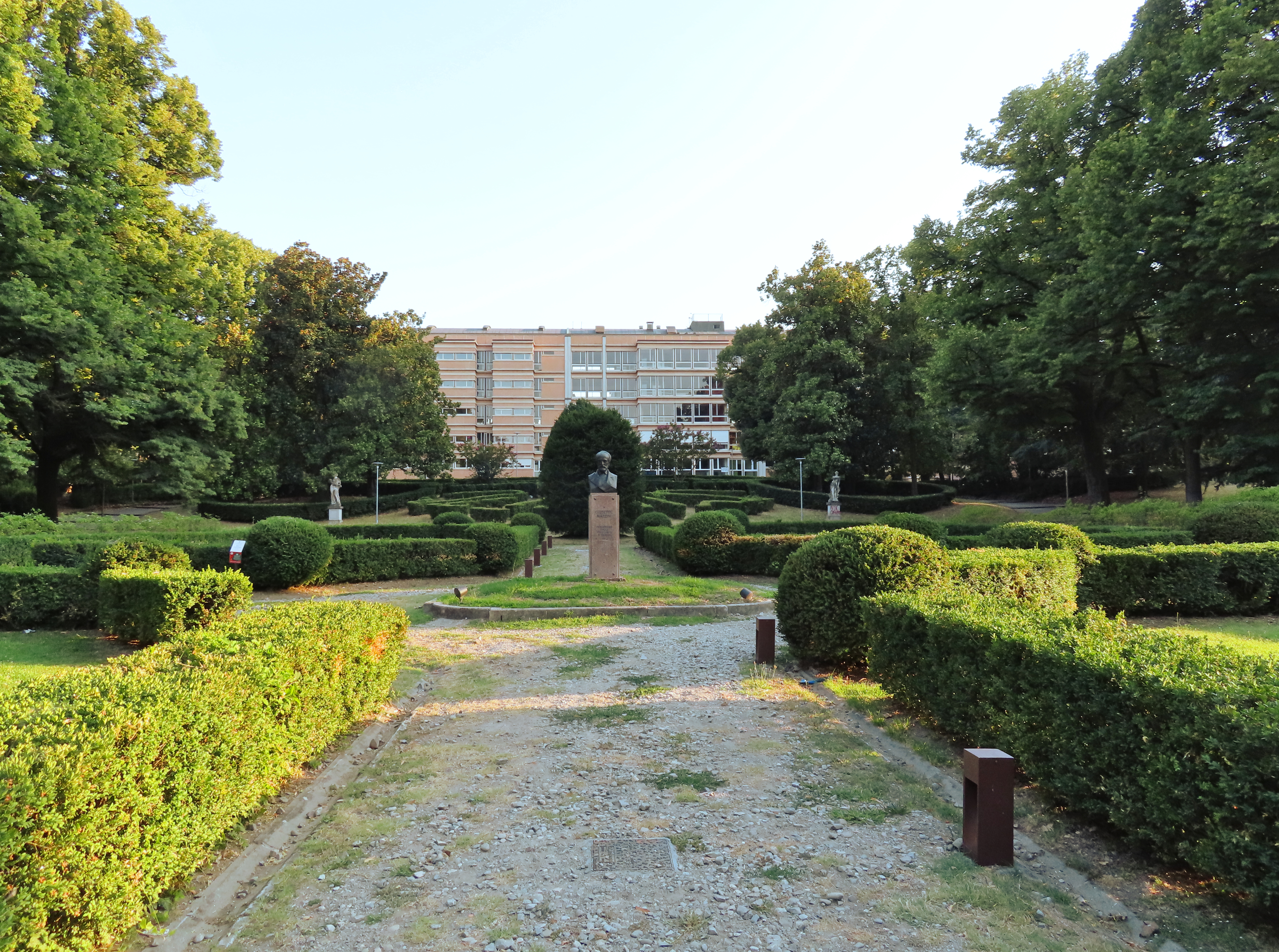
Il giardino all'italiana del parco Mazzini

- Piazzale Berzieri. Centralissima piazza tracciata alla fine del XIX secolo, fu completamente riqualificata tra il 2008 e il 2010, con la realizzazione della moderna pavimentazione, della vasca d'acqua con fontana, della scalinata e del palco; dominata dalle monumentali Terme Berzieri, è sede inoltre della Galleria Warowland, della Casa Romagnosi, della gabbia del pozzo Scotti e del monumento al Fante.[43]
- Piazza della Libertà. Piazza centrale modificata nelle forme attuali nel corso del XIX secolo, è dominata dal palazzo Comunale; vi sorgono inoltre vari edifici destinati ad attività commerciali, tra cui l'ex "Caffè Eden", oggi trasformato in negozio di abbigliamento, che conserva ancora gli stucchi e gli arredi lignei liberty.[34]
- Viale Romagnosi. Elegante boulevard rettilineo tracciato alla fine del XIX secolo, collega la zona centrale con il Palazzo dei Congressi, affiancando il grande parco Corazza; oltrepassata la piazza del Popolo, la strada prosegue in salita per concludersi, oltre il monumento a Gian Domenico Romagnosi, nella monumentale Scalinata Berardinelli,[35] realizzata in granito e graniglia di cemento nel 1910.[44]
- Parco Mazzini. Grande area verde urbana progettata in stile liberty nel 1913 dall'architetto Giuseppe Roda ma parzialmente modificata nel corso del XX secolo, si estende per circa 11000 m² sul retro delle Terme Berzieri; solcata da viali di forma ellittica, è caratterizzata al centro dal laghetto in stile giapponese, con una pagoda ed alcune rocce; ricca di alberi delle specie più varie, è sede anche delle Terme Luigi Zoja, di un minigolf, di un campo da bocce e di un parco giochi.[45]

## Società
Il comune di Salsomaggiore presenta caratteristiche territoriali antropologiche determinate soprattutto dalla particolare vocazione economica del territorio. Le attività legate al termalismo costituiscono la base socio-economica della città. Conseguentemente si registra una preponderanza del terziario generico e di qualità, integrato con le attività alberghiere. L'attività artigianale risulta fortemente radicata sul territorio. I terreni che circondano la città donano una base fertile per l'attività agricola, ormai storica.

### Evoluzione demografica
Abitanti censiti

| Anno | Residenti | Variazione |
| ---- | --------- | ---------- |
| 2001 | 17 905    |            |
| 2002 | 18 083    | + 0,99%    |
| 2003 | 18 477    | + 2,17%    |
| 2004 | 18 728    | + 1,35%    |
| 2005 | 18 956    | + 1,21%    |
| 2006 | 19 099    | + 0,75%    |
| 2007 | 19 372    | + 1,42%    |
| 2008 | 19 554    | + 0,93%    |
| 2009 | 19 613    | + 0,30%    |
| 2010 | 19 498    | - 0,58%    |
| 2011 | 19 505    | + 0,03%    |
| 2012 | 19 735    | + 1,17%    |
| 2013 | 19 735    | + 0,00%    |

### Etnie e minoranze straniere
Al 31 dicembre 2023 gli stranieri sono 3 204, pari al 15,78% della popolazione.

### Religione
La religione maggiormente praticata a Salsomaggiore Terme è il cattolicesimo; il comune rientra nel vicariato di Salsomaggiore Terme facente parte della diocesi di Fidenza. Il territorio comunale è suddiviso in 12 parrocchie.
Numerose congregazioni posseggono comunità a Salsomaggiore: le Suore Missionarie Francescane del Verbo Incarnato, le Suore Ancelle del Santuario, le Suore Salesiane dei Sacri Cuori, le Figlie di Sant'Anna.
È presente anche Fudenji, un monastero buddhista Zen Sōtō.

## Cultura

Sale Niveo di Salsomaggiore

La città è spesso sede di manifestazioni teatrali e musicali, mostre e iniziative culturali. "Strumento" culturale è l'edificio termale "Lorenzo Berzieri", autentico gioiello liberty e déco. Salsomaggiore, dopo aver raggiunto l'apice della sua fama durante la Belle époque e negli anni fra le due guerre, si trova attualmente in una crisi del termalismo.
La Biblioteca Comunale è chiamata "Gian Domenico Romagnosi". L'iscrizione presso la biblioteca Romagnosi permette di accedere ai servizi bibliotecari di tutte le biblioteche di Parma e provincia che aderiscono al Polo Bibliotecario Parmense. L'emeroteca comunale, ubicata all'interno della biblioteca, è accessibile agli utenti abituali, ai turisti e ai visitatori occasionali.
Il servizio offre la possibilità di consultare circa una quarantina di giornali nazionali suddivisi tra quotidiani e riviste di vario genere: sport, cucina, attualità, viaggi, giardinaggio ecc.
L'ingresso alla emeroteca è gratuito.
Nel 1960 la città ha ospitato il primo convegno nazionale incentrato sugli studi della sociologia applicata al colore, promossa dal colorificio italiano Max Mayer.

### Media

#### Radio
L'unica radio presente a Salsomaggiore Terme è Radio Monte Kanate, nata a luglio del 1976.
Vanta il primato di essere la prima radio italiana ad andare in stereofonia.
La sede è situata in via Contignaco 78 a Salsomaggiore Terme, mentre le antenne di trasmissione sono situate sul monte Canate alto 846 metri.

#### Centri televisivi
La sola emittente televisiva della città è Tv Salso, i cui studi sono situati nel centro di Salsomaggiore Terme. Essa produce anche programmi propri.
Il quotidiano più diffuso è la Gazzetta di Parma, che ogni giorno dedica una pagina a Salsomaggiore Terme.

#### Impianti di radiodiffusione a monte Canate
Da vari anni il monte Canate ospita alcune decine di impianti per la radiodiffusione circolare di interesse nazionale. Dal 2006 è stato istituito un sistema fisso di telerilevamento allo scopo di determinare l'entità delle radiazioni elettromagnetiche sulle persone esposte le cui rilevazioni sono pubblicate sul sito dell'A.R.P.A..

### Teatro
Rappresentazioni teatrali si tengono presso il Teatro Nuovo.

### Cucina
- Fondamento della cucina salsese sono i primi piatti: tagliatelle, lasagne, anolini, tortelli. Tra questi, i più importanti sono gli anolini, chiamati anche più specificatamente cappelletti (dal latino anulus = anello). Leggenda vuole che l'anolino sia nato dalla fantasia di un oste che, spiando dal buco di una serratura di una camera, vide l'ombelico di una bella viandante e ne volle riprodurre, in pasta e ripieno, le leggiadre fattezze.
- Esiste anche una grande varietà di secondi a base di carne: stracotto di manzo, il bollito misto e il cappello del prete, la famosa punta di vitello dissossata, aperta a sacco e farcita con parmigiano, pangrattato, uova ecc. e la "Rosa di Parma", ottenuta dal filetto di manzo farcito con fette di prosciutto crudo e scaglie di parmigiano.
- Contorni a base di funghi, specialmente di porcini. Altri funghi utilizzati sono i funghi di "San Giorgio", chiamati volgarmente Spinaroli.

### Eventi
Salsomaggiore ha ospitato le finali di quaranta edizioni del concorso di bellezza di Miss Italia ed è stata sede di diverse edizioni della manifestazione correlata Miss Italia nel mondo.
La città ospita anche il Premio Letterario "Città di Salsomaggiore Terme".

## Geografia antropica

### Frazioni
Banzola, Bargone, Cangelasio, Cangelasio Ceriati, Cangelasio Portico, Campore, Cento Pozzi, Contignaco, Costa, Costamarenga, Fornacchia, Gorzano, I Passeri, Longone-Colombaia, Montauro, Pie' di Via, Ponteghiara, Rossi, Salsominore, San Nicomede, San Rocchino, San Vittore, Scipione Castello, Scipione Passeri, Scipione Ponte, Spumarina, Tabiano Terme, Tabiano Castello, Tosini, Vascelli Marzano.

## Economia
Salsomaggiore Terme è inoltre la prima città termale italiana sede di un WTC (World Trade Center); nel maggio 2008 infatti la casa madre WTCA di New York ha concesso al comune di Salsomaggiore Terme e Tabiano la licenza di WTC Salsomaggiore, valida in esclusiva anche per le province di Parma e Piacenza.

## Infrastrutture e trasporti

### Strade
Salsomaggiore Terme è collegata a Nord con Fidenza per mezzo della Strada provinciale 359, ex Strada statale 9bis, che si innesta sulla Strada statale 9 Via Emilia. La strada provinciale prosegue verso Sud sul tracciato della ex SS 359 di Salsomaggiore e di Bardi.
Sull'Autostrada A1, nel tratto tra Milano e Bologna, l'uscita per Salsomaggiore Terme è quella denominata Fidenza-Salsomaggiore Terme.

### Ferrovie
Salsomaggiore Terme è raggiunta dalla ferrovia Fidenza-Salsomaggiore Terme, inaugurata nel 1937 in sostituzione della precedente tranvia Borgo San Donnino-Salsomaggiore, che risaliva al 1890.

### Aeroporti
A Salsomaggiore Terme è presente il Campo Volo Campore, aperto al traffico di ULM ed elicotteri. Il Campo Volo Campore è la base del Gruppo Volo della Protezione Civile di Salsomaggiore Terme. Il campo volo è stato utilizzato anche dagli elicotteri della RAI coinvolti nelle riprese delle varie tappe del Giro d'Italia che hanno interessato la città.

### Mobilità urbana
A Salsomaggiore esiste una rete di trasporto pubblico urbano con alcune linee di autobus, oltre ai servizi taxi.
Fra il 1899 e il 1912 fu in servizio la cosiddetta funicolare Ferretti per il collegamento della Villa Paradiso, posta alla sommità del monte Cucco.

## Amministrazione
Di seguito è presentata una tabella relativa alle amministrazioni che si sono succedute in questo comune.
| Periodo           | Periodo           | Primo cittadino    | Partito                                                                    | Carica      | Note   |
| ----------------- | ----------------- | ------------------ | -------------------------------------------------------------------------- | ----------- | ------ |
| 26 aprile 1945    | 24 agosto 1946    | Emerenzio Davalli  | Comitato Liberazione Nazionale                                             | Sindaco     | [ 54 ] |
| 24 agosto 1946    | 29 giugno 1951    | Fausto Negri       |                                                                            | Sindaco     | [ 54 ] |
| 29 giugno 1951    | 28 gennaio 1961   | Giuliano Bottoni   | PCI                                                                        | Sindaco     | [ 54 ] |
| 28 gennaio 1961   | 14 febbraio 1979  | Arrigo Porcellini  | PSI                                                                        | Sindaco     | [ 54 ] |
| 14 febbraio 1979  | 13 ottobre 1980   | Adriano Polonelli  | PSI                                                                        | Sindaco     | [ 54 ] |
| 13 ottobre 1980   | 5 novembre 1980   | Anna Mainardi      | PCI                                                                        | Sindaco     | [ 54 ] |
| 5 novembre 1980   | 9 ottobre 1987    | Adriano Polonelli  | PSI                                                                        | Sindaco     | [ 54 ] |
| 9 ottobre 1987    | 12 luglio 1990    | Giorgio Coperchini | PSDI                                                                       | Sindaco     | [ 55 ] |
| 17 luglio 1990    | 24 aprile 1995    | Lino Gilioli       | PCI, PDS                                                                   | Sindaco     | [ 55 ] |
| 8 maggio 1995     | 27 giugno 1999    | Adriano Grolli     | centro-sinistra                                                            | Sindaco     | [ 55 ] |
| 29 giugno 1999    | 28 giugno 2004    | Adriano Grolli     | Democratici di Sinistra                                                    | Sindaco     | [ 55 ] |
| 28 giugno 2004    | 16 febbraio 2006  | Giuseppe Franchi   | centro-destra                                                              | Sindaco     | [ 55 ] |
| 16 febbraio 2006  | 30 maggio 2006    | Francesco Vinci    |                                                                            | Comm. Pref. |        |
| 30 maggio 2006    | 31 maggio 2011    | Massimo Tedeschi   | centro-sinistra                                                            | Sindaco     |        |
| 31 maggio 2011    | 13 settembre 2012 | Giovanni Carancini | PdL, La Destra, Lega Nord e Unione di Centro                               | Sindaco     | [ 55 ] |
| 13 settembre 2012 | 11 giugno 2013    | Paolo De Biagi     |                                                                            | Comm. Pref. |        |
| 11 giugno 2013    | 26 giugno 2018    | Filippo Fritelli   | PD e lista civica "Lista Sinistra per Fritelli"                            | Sindaco     | [ 55 ] |
| 26 giugno 2018    | 16 maggio 2023    | Filippo Fritelli   | PD e lista civica "SiAmo Salso"                                            | Sindaco     | [ 55 ] |
| 16 maggio 2023    | in carica         | Luca Musile Tanzi  | Forza Italia, Fratelli d'Italia, Lega e lista civica "LiberaMente Salsesi" | Sindaco     | [ 55 ] |

### Gemellaggi
- Hammam-Lif[56]
- Jalta[senza fonte]

## Sport
La città, con le sue numerose attrezzature, ospita ogni anno molte manifestazioni sportive di genere e di livello diversi, dai campionati locali fino a quelli internazionali. Ad organizzare tali eventi sono le associazioni sportive dilettantistiche di Salsomaggiore in collaborazione con le Federazioni Nazionali.

### Manifestazioni sportive

#### Ciclismo
Salsomaggiore Terme è stata negli anni la città di arrivo delle seguenti tappe del Giro d'Italia:
| Anno | Tappa | Partenza                         | km  | Vincitore di tappa    | Maglia rosa       |
| ---- | ----- | -------------------------------- | --- | --------------------- | ----------------- |
| 1936 | 18ª   | Gardone Riviera                  | 206 | Gino Bartali          | Gino Bartali      |
| 1950 | 1ª    | Milano                           | 225 | Oreste Conte          | Oreste Conte      |
| 1959 | 1ª    | Milano                           | 135 | Rik Van Looy          | Rik Van Looy      |
| 1959 | 2ª    | Salsomaggiore Terme (cron. ind.) | 22  | Jacques Anquetil      | Jacques Anquetil  |
| 1963 | 8ª    | Riolo Terme                      | 203 | Adriano Durante       | Diego Ronchini    |
| 1977 | 10ª   | Pisa                             | 205 | Giacinto Santambrogio | Francesco Moser   |
| 1981 | 14ª   | Montecatini Terme                | 224 | Francesco Moser       | Silvano Contini   |
| 1988 | 10ª   | Carrara                          | 190 | Paolo Rosola          | Massimo Podenzana |
| 2014 | 10ª   | Modena                           | 173 | Nacer Bouhanni        | Cadel Evans       |

È stata inoltre sede di partenza delle seguenti tappe del Giro d'Italia:
| Anno | Tappa | Arrivo                  | km  | Vincitore di tappa  | Maglia rosa         |
| ---- | ----- | ----------------------- | --- | ------------------- | ------------------- |
| 1936 | 19ª   | Milano                  | 248 | Raffaele Di Paco    | Gino Bartali        |
| 1950 | 2ª    | Firenze                 | 245 | Alfredo Martini     | Fritz Schär         |
| 1959 | 3ª    | Abetone                 | 180 | Charly Gaul         | Charly Gaul         |
| 1962 | 2ª    | Sestri Levante          | 158 | Graziano Battistini | Graziano Battistini |
| 1963 | 9ª    | La Spezia               | 173 | Giorgio Zancanaro   | Diego Ronchini      |
| 1977 | 11ª   | Santa Margherita Ligure | 198 | Claudio Bortolotto  | Francesco Moser     |
| 1981 | 15ª   | Pavia                   | 198 | Daniel Gisiger      | Silvano Contini     |

#### Pallamano: Final8 di Coppa Italia
- Coppa Italia 2020-2021 (pallamano femminile)
- Coppa Italia 2021-2022 (pallamano maschile)
- Coppa Italia 2021-2022 (pallamano femminile)

### Sport di squadra
Calcio
- A.S.D. Salsomaggiore Calcio

Società sportiva dilettantistica nata nel 1931. Milita in Eccellenza. L'organico complessivo ammonta a circa 300 atleti su 3 impianti (Centro comunale "Francani" di Salsomaggiore, "Gaetano Scirea" di Tabiano Terme, centro sportivo "La Bertanella" di Salsomaggiore).
- F.C. Scipione
- G.S. combi Salso A.S.D.
- G.S.D. Amatori Tabiano
- U.S. Condor Salso
- Amatori Contignaco 2001

Calcio a 5
- A.S.D. Salsosport
- Arcadia O.M.T.I. - F.C.
- Gelateria 900 C.S.I.
- Real Gigioni
- Terzo Tempo

Ciclismo
ASD G.S. Camping Arizona, FCI: organizza gare ciclistiche giovanili sull'anello del Parco Mazzini, che ad iniziare dal 1928 ospitò la famosa gara denominata "La 100 Giri". 
- A.S.D. Ciclistica Salsese

Basket
- A.S.D. Basket Salso

Pallavolo
- Polisportiva Dilettantistica Salsotabiano 2000

Rugby a 15
- A.S.D. Rugby I.C. di Salsomaggiore

### Sport individuali
Ginnastica artistica
- Ginnastica Artistica Salso

Golf
- Salsomaggiore Golf & Thermae

Bowling
- Salso Mirò - Serie A campionato Emilia Bowling League (EBL).

Freccette
- Dragon Dart Club

Pattinaggio
- Salso Roller

società di pattinaggio artistico a rotelle, iscritta presso la Federazione Italiana Hockey e Pattinaggio e l'UISP.

### Altre associazioni sportive
- S.D.P. Salsese - Centro Educativo Sant'Anna

fondata negli anni '60 è di ispirazione pastorale cristiana. Nel 1971 si è iscritta presso la Federazione Italiana Pallacanestro, la Federazione Italiana Pallavolo e la Federazione Italiana Hockey e Pattinaggio, partecipando ai vari campionati di categoria con risultati a livello provinciale, regionale e nazionale. Oggi vi si pratica anche karate e danza moderna.
- Salsogym

nata negli anni novanta si occupa di corsi per i bambini (Psicomotricità, Danza moderna, Hip hop) a corsi per adulti (Tonificazione, G.A.G., Spinning, Step, Kick boxing, Boxe) fino a corsi per recupero funzionale (Ginnastica correttiva e riabilitazione motoria).